# Selenocosmia similis
Selenocosmia similis là một loài nhện trong họ Theraphosidae.
Loài này thuộc chi Selenocosmia. Selenocosmia similis được Wladislaus Kulczynski miêu tả năm 1911.